# Sutar
Sutar (Nepali सुतार) ist ein Dorf im Distrikt Achham in der Seti-Zone im
Westen Nepals. Zum Zeitpunkt der Volkszählung von Nepal 1991 hatte das Dorf 2697 Einwohner, die in 473 Häusern lebten. Zum Zeitpunkt der Volkszählung 2001 in Nepal betrug die Bevölkerung 3026.